# Васильево (станция)
Васи́льево — железнодорожная станция Горьковской железной дороги в посёлке городского типа Васильево Зеленодольского района Татарстана..

## Общие сведения
Станция находится на Казанском ходе Трансиба, на расстоянии 769,1 км от Москвы. Обслуживает только пригородные перевозки. Поезда дальнего следования на станции не останавливаются. Выход к платформам осуществляется по подземному переходу.

## История
Летом 2011 года было снесено старое здание вокзала. К 29 февраля 2012 года были построены три новых укороченных платформы на месте старых и велось строительство нового здания вокзала, который открыли 11 июля 2012 года.